# دار فرتيت
دار الفرتيت (كما وردت Dar Fartitt) هو مصطلح تاريخي لمناطق جنوب دارفور (دار فور) وشرق المرتفعات في شرق العصر الحديث جمهورية أفريقيا الوسطى التي تحتوي على روافد نهر النيل الأبيض. تضمنت هذه المنطقة أجزاء من جنوب غرب السودان وشمال غرب جنوب السودان. في العصر الحالي، فرتيت هي كلمة شاملة لجميع الجماعات والقبائل من غير الدينكا وغير العرب وغير اللو وغير الفور في غرب بحر الغزال بجنوب السودان. على الرغم من أن هذه الجماعات غالبًا ما تتحدث لغات مختلفة ولها تاريخ من العنف بين القبائل، إلا أنها أصبحت أكثر توحيدًا بمرور الوقت، غالبًا بسبب معارضة شعب الدينكا.
تاريخيا وحتى الآن، كانت المنطقة موطنًا للعديد من المجموعات واللغات العرقية، بعضها يعود إلى ما قبل عام 1800، وقد هاجر البعض الآخر هناك منذ ذلك الحين. لم تكن دار فرتيت حكومة موحدة أبداً. حتى أربعينيات القرن التاسع عشر، إلى جانب بقية جنوب السودان المعاصر، لم تطالب بها أي دولة، ولا سيما السلطنات المسلمة ذات الاقتصادات القائمة على الرقيق التي ملأت العصر الحديث جنوب تشاد وشمال جمهورية أفريقيا الوسطى (من بينها دار فور، دار رونجة، وداي، دار الكوتي، إلخ.). بعد ذلك الوقت، قامت مصر، التي كانت آنذاك نطاقًا للإمبراطورية العثمانية، بالتوسع بشكل مطرد في النيل الأبيض ثم غربًا، وضمت المنطقة في نهاية المطاف عام 1873.
تتكون دار الفرتيت اليوم في الغالب من الجزء الغربي من مقاطعة راجا السابقة في غرب بحر الغزال.

## التاريخ
المنطقة، والمناطق المجاورة على نفس خطوط العرض، لها تضاريس غير مضيافة تصبح غير سالكة خلال الموسم الرطب. من القرن الثامن عشر فصاعدًا، كانت دار فور وغيرها من السلطنات المسلمة تداهم هذه المنطقة من أجل العبيد أو تفرض العبيد من المجتمعات هناك. اسم «فرتيت»، الذي فقدت أصوله في التاريخ، تم تطبيقه على السكان الذين يعيشون جنوب دار فور، وكان يشير إلى غير المسلمين، الأشخاص المستعبدين قانونًا. طوال القرن التاسع عشر، فر أفراد وشعوب من الغرب والشمال إلى «دار فرتيت» سعياً للهروب من غارات العبيد.
مع توسع مصر إلى ما يعرف الآن بجنوب السودان، منحت امتيازات للتجار من القطاع الخاص لجمع العاج والعبيد. عمل هؤلاء التجار من الحصون التي بنوها، والتي تسمى zaribas. لبعض الوقت في منتصف القرن التاسع عشر، غزا أحد أمراء الحرب التجار، الزبير، دار فرتيت وجعله ملكًا شخصيًا. كانت زريبه، ديم زبير (معسكر الزبير)، نواة البلدة الحديثة التي تحمل الاسم نفسه.

## فهرس
- Blocq، Daniel S. (2017). "The grassroots nature of counterinsurgent tribal militia formation: the case of the Fertit in Southern Sudan, 1985–1989". في David M. Anderson؛ Øystein H. Rolandsen (المحررون). Politics and Violence in eastern Africa. The Struggles of Emerging States. Abingdon-on-Thames، نيويورك: روتليدج (دار نشر). ص. 172–186. ISBN:978-1-138-05961-0.  Blocq، Daniel S. (2017). "The grassroots nature of counterinsurgent tribal militia formation: the case of the Fertit in Southern Sudan, 1985–1989". في David M. Anderson؛ Øystein H. Rolandsen (المحررون). Politics and Violence in eastern Africa. The Struggles of Emerging States. Abingdon-on-Thames، نيويورك: روتليدج (دار نشر). ص. 172–186. ISBN:978-1-138-05961-0.  Blocq، Daniel S. (2017). "The grassroots nature of counterinsurgent tribal militia formation: the case of the Fertit in Southern Sudan, 1985–1989". في David M. Anderson؛ Øystein H. Rolandsen (المحررون). Politics and Violence in eastern Africa. The Struggles of Emerging States. Abingdon-on-Thames، نيويورك: روتليدج (دار نشر). ص. 172–186. ISBN:978-1-138-05961-0.
- توماس، إدوارد. 2010. جيب كفيا قنجي: الناس والسياسة والتاريخ في منطقة الحدود بين الشمال والجنوب في غرب السودان. لندن ونيروبي: معهد ريفت فالي (RVI).